# Плахтырь, Дмитрий Геннадьевич
Дми́трий Генна́дьевич Плахты́рь (укр. Дмитро Геннадійович Плахтир; род. 14 февраля 1996, Запорожье) — украинский футболист, полузащитник клуба «Полтава».

## Биография

### Ранние годы
Воспитанник ДЮСШ запорожского «Металлурга», где его первым тренером был Н. Н. Сеновалов. С 2009 по 2013 год провёл 62 матча и забил 31 мяч в чемпионате ДЮФЛ.

### Клубная карьера

#### «Металлург»
24 июля 2013 года дебютировал за юниорскую (U-19) команду «Металлурга» в домашней игре против харьковского «Металлиста», был капитаном команды, 26 апреля 2014 года в выездной игре против «Днепра» отметился «покером», при этом все голы забив со «стандартов»: трижды точно нанеся штрафные удары и реализовав один пенальти. За молодёжную (U-21) команду дебютировал 21 марта 2014 года в выездном поединке против киевского «Динамо».
12 сентября 2015 года дебютировал в основном составе «Металлурга» в домашнем матче Премьер-лиги против днепропетровского «Днепра», выйдя на замену вместо Игоря Жураховского на 83-й минуте встречи, под конец которой на 91-й минуте получил жёлтую карточку. Во время зимнего перерыва сезона 2015/16 покинул «Металлург» в связи с процессом ликвидации клуба. Всего за время выступлений в составе запорожской команды провёл 3 поединка в чемпионате, 22 игры (в которых забил 1 гол) в молодёжном первенстве и 44 матча (в которых забил 17 мячей) в юношеском турнире.

#### «Александрия»
6 февраля 2016 года стало известно, что Плахтырь находится на просмотре в «Александрии», в состав которой в итоге был официально заявлен 1 марта. Однако в основную команду так и не пробился и по завершении сезона покинул клуб, проведя лишь 5 игр в молодёжном первенстве.

#### Возвращение в «Металлург»
В июле 2016 года стал игроком возрождённого запорожского «Металлурга».

## Статистика
| Клуб                  | Лига         | Сезон   | Чемпионат | Чемпионат | Кубок | Кубок | Дубль | Дубль |
| Клуб                  | Лига         | Сезон   | Игры      | Голы      | Игры  | Голы  | Игры  | Голы  |
| --------------------- | ------------ | ------- | --------- | --------- | ----- | ----- | ----- | ----- |
| Металлург (Запорожье) | Премьер-лига | 2013/14 |           |           |       |       | 4     | 0     |
| Металлург (Запорожье) | Премьер-лига | 2014/15 |           |           |       |       | 3     | 0     |
| Металлург (Запорожье) | Премьер-лига | 2015/16 | 3         | 0         |       |       | 15    | 1     |
| Александрия           | Премьер-лига | 2015/16 |           |           |       |       | 5     | 0     |
| Металлург-Запорожье   | Вторая лига  | 2016/17 |           |           |       |       |       |       |